# 微中子天文学

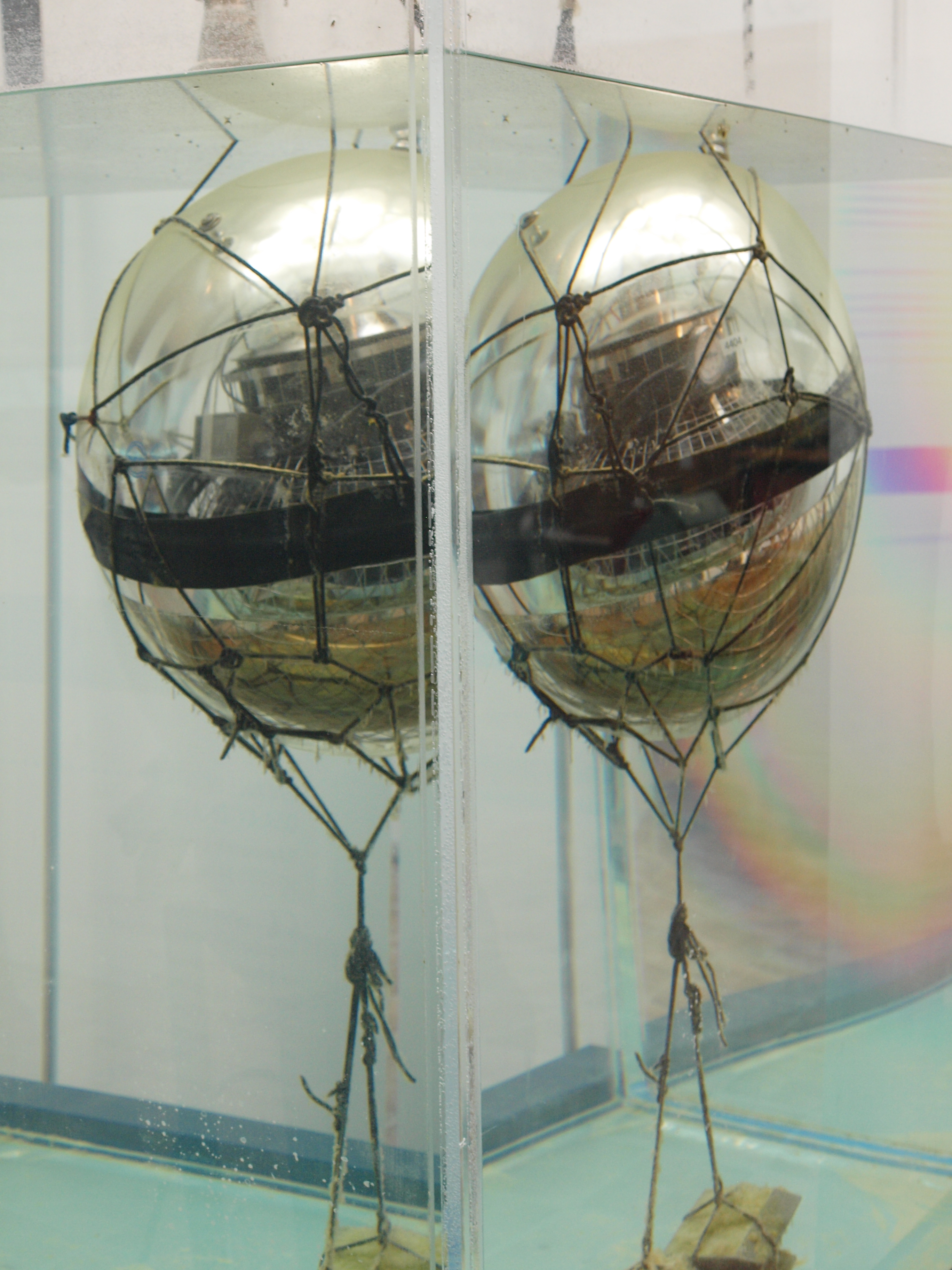
中微子望远镜

中微子天文学以测量中微子的流量为主要手段，研究天体物理过程。恒星内部的核反应、超新星爆发等过程都会发出大量的中微子。中微子是一种轻子，不参与强相互作用和电磁相互作用，与普通物质的反应截面很小，平均自由程很长，给探测带来了很大的困难。太阳中微子是在太阳内部核反应过程中产生的，在地球附近具有很高的流量。因为中微子与物质的弱相互作用，中微子提供了一个独特的机会去观察那些光学望远镜无法接触的过程。
中微子天文学领域仍然处于非常初期的阶段 - 唯一证实地球之外来源至今为止仅有太阳和超新星SN 1987A。

## 历史
中微子第一次记录是被在1956年由克莱德·科温和弗雷德里克·莱因斯从一个核反应堆记录的。他们的发现荣获1995年度的诺贝尔物理学奖。
20世纪60年代晚期，在美国物理学家雷蒙德·戴维斯的领导下，美国在南达科他州一个深达1500米的金矿中建造了Homestake探测器，装了38万公升四氯乙烯溶液，用于测量太阳的中微子流量。但是观测到的流量与根据标准太阳模型计算的结果有很大的偏差，大约只有后者的三分之一，这就是著名的太阳中微子问题。
1982年，日本科学家小柴昌俊在一个深达1000米的废弃砷矿中领导建造了神冈探测器，最初目标是探测质子衰变，也可以利用中微子在水中产生的切连科夫辐射来探测中微子。1987年2月，在银河系的邻近星系大麦哲伦云中发生了超新星1987A的爆发。日本的神冈探测器和美国的Homestake探测器几乎同时接收到了来自超新星SN 1987A的19个中微子，这是人类首次探测到来自太阳系以外的中微子，在中微子天文学的历史上具有划时代的意义。
20世纪90年代，神冈探测器经过改造，名为超级神冈探测器，容量扩大了十倍。1998年，超级神冈探测器首次发现了中微子振荡的确切证据，表明三种中微子是可以相互转换的，为解决太阳中微子问题指明了道路。
第一代的海底中微子望远镜项目的开始与由Moisey马尔可夫在1960年的提案“......将探测器安装在深湖或深海，以及利用切伦科夫辐射的帮助来确定带电粒子的位置”。
第一个水下中微子望远镜开始于DUMAND项目。 DUMAND（Deep Underwater Muon and Neutrino Detector）表示深海水下μ子中微子和探测器。该项目开始于1976年，虽然它最终被取消于1995年，它充当了很多在随后的几十年以来望远镜的先驱者
。
贝加尔湖中微子望远镜安装在俄罗斯贝加尔湖的南部。该探测器位于1.1公里深度,并且于1980年开始调查。在1993年，它是第一个部署用三串链条来重建μ介子的轨迹，以及在水下的第一记录大气中微子。
南極緲子和微中子觀測陣列（AMANDA）使用在南极约3公里厚的冰层和位于阿蒙森-史考特南極站数百米距离。AMANDA最终成为在2005年的IceCube的前身。

## 21世纪
2001年，加拿大的萨德伯里中微子天文台发表了测量结果，探测到了太阳发出的全部三种中微子，证实了太阳中微子在达到地球途中发生了相互转换，三种中微子的总流量与标准太阳模型的预言符合得很好，基本解决了太阳中微子缺失的问题。
2002年，雷蒙德·戴维斯和小柴昌俊因在中微子天文学的开创性贡献而获得诺贝尔物理学奖。
第二代的深海中微子望远镜项目已经达到甚至超过最初由DUMAND项目先驱者们设想的尺寸。IceCube微中子觀測站位于南极，并纳入其前身南極緲子和微中子觀測陣列（AMANDA），于2010年12月完成。目前，它包括在水深1450米到2550的南极冰盖上安装了86串链条上的5160个数字光学模块。在地中海KM3NeT和GVD在它们的准备/原型阶段。IceCube仪器布置于1立方千米的冰中。 GVD也计划覆盖1立方千米，但有更高的能量阈值。 KM3NeT计划涵盖多个立方千米。无论KM3NeT和GVD可能在2017年完成，预计全部三个将形成一个全球性的中微子观测站。
2018年7月，冰立方中微子天文台宣布於2017年9月偵測到一顆微中子，該微中子來自37億光年遠的獵戶座耀變體TXS 0506+056。這是人類第一次使用微中子探測器來定位太空中的物體。

## 检测方法
由于中微子与物质只有很少的相互作用，所以冲过地球的太阳中微子的巨大通量给1036个靶原子足够以产生1个相互作用，并且每一个相互作用只产生少数光子或一个嬗变原子。中微子相互作用的观察需要一个大的检测器质量，以及一个敏感的放大系统。